# Лейн, Уильям Карр
Уильям Карр Лейн (англ. William Carr Lane; 1 декабря 1789 – 6 января 1863) - американский врач, политик, первый мэр Сент-Луиса, штат Миссури и 2-й губернатор территории Нью-Мексико.

## Ранняя жизнь
Родился одиннадцатым ребёнком на ферме в округе Фейетт, штат Пенсильвания, в семье Пресли Карра Лейна и Сары Стивенсон.

## Образование
Начальное образование получал в штате Пенсильвания в Колледже Джефферсона и Колледже Дикинсона, потом уехал в Луисвилл, штат Кентукки, где стал изучать медицину. Во время службы в армии поступил в Пенсильванский университете на медицинский факультет.

## Личная жизнь
26 февраля 1818 года женился на Мисс Мэри Юинг, дочери Натаниэля Юинга и Энн Бридинг, в Винсеннесе, штат Индиана, с которой познакомился во время службы в форте Харрисоне. Впоследствии у пары родилось восемь детей, но только две старшие дочери дожили до зрелого возраста и пережили своих родителей: Энн Юинг Лейн (1819-1904) и Сара Лейн (1821-1887).

## Карьера
В 1812 году поступил на службу в армию США и участвовал в Англо-американской войне, где сражался против индейцев. Когда стала распространяться желчная лихорадка, был назначен помощником хирурга сначала в форт Хариссон, располагавшийся на реке Уобаш к северу от Терре-Хот, штат Индиана, под командованием генерала Закари Тейлора, будущего президента США, а потом в 1818 году в форт Бел-Фонтейн, штат Миссури. Через год уволился из армии, чтобы заняться частной медицинской практикой в Сент-Луисе, штат Миссури. В 1821 был назначен на должность генерал-квартирмейстера штата Миссури и был им до 1823 года.

### Мэр Сент-Луиса
5 апреля 1823 года стал первым мэром недавно зарегистрированного Сент-Луиса, когда население города составляло около 4000 человек. Лейн сыграл важную роль в становлении поселения, он способствовал появлению первой системы общественного здравоохранения, постройке бесплатных государственных школ и первой ратуши, мощению главной улицы, благоустройству при помощи фонтанов и зелени, утверждению городской печати и процедуры выборов. Во время его службы, в 1825 году, Сент-Луис посетил Жильбер Лафайет. За два срока: 1823-1829 и 1837-1840, был семь раз избран на должность мэра
В 1826 году стал сенатором в Генеральной Ассамблеи штата Миссури от демократической партии, позже пытался стать представителем штата Миссури в Конгрессе США, но потерпел неудачу.

### Губернатор территории Нью-Мексико
Примкнув к партии вигов, 6 мая 1852 года был назначен губернатором территории Нью-Мексико президентом Миллардом Филлмором. Во время своего пребывания в должности, Лейн захватил спорную землю у Мексики в долине Месилья и пытался её использовать в качестве маршрута для трансконтинентальной железной дороги, но президент Франклин Пирс не одобрил этого. Высокая напряженность вокруг спорной земли продолжалась до определённого момента и спала только тогда, когда Джеймс Гэдсден договорился в Мексике о «покупке Гадсдена».
В конце срока баллотировался на единственное место от территории Нью-Мексико в Палату представителей США, но проиграл коренному жителю, попытки оспорить результат ни к чему не привели.

## Последние годы жизни и смерть
После окончания политической деятельности в 1853 году, вернулся в Сент-Луис и продолжил заниматься медициной. С началом Гражданской войны Лейн поддержал КША.
6 января 1863 года, после нескольких недель болезни, Уильям Карр Лейн умер в своём доме в Сент-Луисе и был похоронен на кладбище «Bellefontaine». В честь него была названа улица.

### Комментарии
1. ↑  В некоторых источниках утверждается, что Лейн уволился из армии по просьбе жены